# Stenestads socken
Stenestads socken i Skåne ingick i Södra Åsbo härad till 1952 och Luggede härad därefter, ingår sedan 1971 i Svalövs kommun och motsvarar från 2016 Stenestads distrikt.
Socknens areal är 30,20 kvadratkilometer varav 30,02 land. År 2000 fanns här 263 invånare.  Kyrkbyn Stenestad med sockenkyrkan Stenestads kyrka ligger i socknen.

## Administrativ historik
Socknen har medeltida ursprung. 
Vid kommunreformen 1862 övergick socknens ansvar för de kyrkliga frågorna till Stenestads församling och för de borgerliga frågorna bildades Stenestads landskommun. Landskommunen uppgick 1952 i Kågeröds landskommun som 1969 uppgick i Svalövs landskommun som 1971 ombildades till Svalövs kommun. Länstillhörigheten ändrades 1952 från Kristianstads län till Malmöhus län samtidigt som socken överfördes till Luggude härad. Församlingen uppgick 2006 i Kågeröd-Röstånga församling.
1 januari 2016 inrättades distriktet Stenestad, med samma omfattning som församlingen hade 1999/2000.  
Socknen har tillhört län, fögderier, tingslag och domsagor enligt vad som beskrivs i artikeln Södra Åsbo härad. De indelta soldaterna tillhörde Norra skånska infanteriregementet, Norra Åsbo kompani och Skånska husarregementet, Kolleberga skvadron, överstelöjtnantens kompani. 

## Geografi
Stenestads socken ligger öster om Helsingborg med Söderåsen i norr. Socknen är en kuperad skogsbygd med inslag av odlingsbygd i söder och med höjder som når 188 meter över havet.

## Fornlämningar
Från järnåldern finns en treudd.

## Namnet
Namnet skrevs 1503 Stenestade och kommer från kyrkbyn. Efterleden är sta(d), 'plats, ställe'. Förleden är sten syftande på stenig terräng..